# Nowopietrowka (rejon konstantinowski)
Nowopietrowka (ros. Новопетровка) – wieś w Rosji, w obwodzie amurskim, w rejonie konstantinowskim. W 2021 liczyła 406 mieszkańców.